# Centre opérationnel bus
Un centre opérationnel bus ou COB est, en Île-de-France, un dépôt chargé du remisage et de la maintenance des véhicules routiers des opérateurs franciliens membres de l'Organisation professionnelle des transports d'Île-de-France (Optile).
Île-de-France Mobilités en a identifié une soixantaine dits « stratégiques » dont elle doit acquérir la maîtrise par rachat ou reprise à bail afin de les affecter à l'exploitation des futurs contrats liés à l'ouverture à la concurrence du réseau de transport francilien.
Pour les sites de la RATP, voir l'article suivant : Centre bus RATP.

## Mission des centres opérationnels
Les différentes lignes de bus sont remisées dans des centres répartis principalement en Grande couronne. Ils ont pour mission d'assurer l'entretien préventif et curatif du matériel.

## Liste
Cette liste reprend les centres opérationnels dit « stratégiques ». Dans le cadre de l'ouverture à la concurrence, les nouveaux dépôts sont réalisés par Île-de-France Mobilités ou par les transporteurs dans le cadre de leur délégation de service public mais sous la supervision du premier ; en outre les dépôts existant doivent être adaptés pour la transition écologique et convertis pour recevoir des bus électriques ou au biogaz.

### Val-d'Oise
| Transporteur                       | Réseau                        | Nom                 | Adresse                                                           |
| ---------------------------------- | ----------------------------- | ------------------- | ----------------------------------------------------------------- |
| Keolis Argenteuil Boucles de Seine | Argenteuil - Boucles de Seine | Argenteuil          | 18 Rue Jean Poulmarch, Argenteuil                                 |
| Transdev Valmy                     | Vallée de Montmorency         | Saint-Gratien       | 1 Chemin du Clos Saint-Paul, Saint-Gratien                        |
| Francilité Seine et Oise           | Cergy-Pontoise Confluence     | Saint-Ouen-l'Aumône | 13 Rue du Tréate - ZAC du Vert Galant, Saint-Ouen-l'Aumône        |
| Keolis Roissy Pays de France Ouest | Roissy Ouest                  | Louvres             | 4 Rue Beaumontoir, Louvres                                        |
| Transdev Vexin                     | Vexin                         | Magny-en-Vexin      | ZA de la Demi Lune - 7 Rue des Frères Montgolfier, Magny-en-Vexin |
| Transdev Vexin                     | Vexin                         | Génicourt           | 35 Rue des Fossettes, Génicourt                                   |

### Val-de-Marne
| Transporteur                 | Réseau         | Nom              | Adresse                                |
| ---------------------------- | -------------- | ---------------- | -------------------------------------- |
| Transdev Coteaux de la Marne | Marne et Seine | Limeil-Brévannes | 2 allée Guy Boniface, Limeil-Brévannes |

### Seine-Saint-Denis
| Transporteur | Réseau | Nom        | Adresse                                                  |
| ------------ | ------ | ---------- | -------------------------------------------------------- |
| Transdev TRA | TRA    | Villepinte | 241 Chemin du Loup (255 boulevard Ballanger), Villepinte |

### Essonne
| Transporteur                    | Réseau              | Nom                       | Adresse                                                                        |
| ------------------------------- | ------------------- | ------------------------- | ------------------------------------------------------------------------------ |
| TISSE                           | Évry Centre Essonne | Bondoufle                 | 5 Rue du Canal Prolongée, Bondoufle                                            |
| CFTR - Francilité Ouest Essonne | Essonne Sud Ouest   | Étampes                   | 12/14 Rue des Epinants ZAC du Bois Bourdon, Étampes                            |
| Keolis Ouest Val-de-Marne       | Seine Grand Orly    | Athis-Mons                | 172 Avenue François Mitterrand, Athis-Mons                                     |
| Transdev Cœur Essonne           | Cœur d'Essonne      | Brétigny-sur-Orge         | 1 Rue des Cochets - ZI des Cochets, Brétigny-sur-Orge                          |
| Transdev Cœur Essonne           | Cœur d'Essonne      | Montlhéry                 | 123 Rue Paul Fort, Montlhéry                                                   |
| RATP Cap Bièvre                 | Bièvre              | Wissous                   | ZI de Villemilan - 15 Avenue Ampère, Wissous                                   |
| RATP Cap Saclay                 | Paris-Saclay        | Marcoussis                | ZI La Fontaine de Jouvence - 5 Rue Angiboust, Marcoussis                       |
| Keolis Val d'Essonne 2 Vallées  | Essonne Sud Est     | Mennecy                   | 110 Avenue des Roissy Hauts, Ormoy                                             |
| Transdev Cœur Essonne           | Cœur d'Essonne      | Sainte-Geneviève-des-Bois | ZAC de la Croix Blanche - 1 Avenue de la Résistance, Sainte-Geneviève-des-Bois |
| Transdev Cœur Essonne           | Cœur d'Essonne      | Avrainville               | 1 Rue Camille Flammarion, Avrainville                                          |

### Yvelines
| Transporteur                                | Réseau                         | Nom                       | Adresse                                                                                             |
| ------------------------------------------- | ------------------------------ | ------------------------- | --------------------------------------------------------------------------------------------------- |
| Keolis Vélizy Vallée de la Bièvre           | Vélizy Vallées                 | Vélizy                    | Rue du général Valery Andrée, Vélizy                                                                |
| Transdev Sud Yvelines                       | Centre et Sud Yvelines         | Chevreuse                 | Hameau de Trottigny RD 13, Chevreuse                                                                |
| RATP Cap Mantois                            | Mantois                        | Mantes-la-Jolie           | 2 & 4 Impasse Ste Claire Deville, Mantes-la-Jolie                                                   |
| RATP Cap Mantois                            | Mantois                        | Mantes-la-Jolie           | Impasse Ste Claire Déville, Mantes-la-Jolie                                                         |
| RATP Cap Mantois                            | Mantois                        | Bonnières-sur-Seine       | 1 Chemin du Halage, Bonnières-sur-Seine                                                             |
| Transdev Boucle des Lys                     | Saint-Germain Boucles de Seine | Montesson                 | 52 Avenue Gabriel Péri, Montesson                                                                   |
| Keolis Argenteuil Boucles de Seine          | Argenteuil - Boucles de Seine  | Montesson                 | 156 Avenue Paul Doumer, Montesson                                                                   |
| Keolis Seine et Oise Est                    | Poissy - Les Mureaux           | Verneuil-sur-Seine        | Chemin du Rouillard - Parc des 3 étangs - ZAE du Rouillard, Verneuil-sur-Seine                      |
| Transdev Versailles                         | Grand Versailles               | Saint-Cyr-l'École         | 53 Rue du Docteur Vaillant, Saint-Cyr-l'École                                                       |
| Transdev Sud Yvelines                       | Centre et Sud Yvelines         | Houdan                    | 6 Route de Bu ZAC de la Prévôté, Houdan                                                             |
| NC                                          | NC                             | Maisons-Laffitte          | 5 Avenue Mme de Sévigné - Hippodrome, Maisons-Laffitte                                              |
| CFTR - Francilité Saint-Quentin-en-Yvelines | Saint-Quentin-en-Yvelines      | Trappes                   | 9 Avenue Jean Pierre Timbaud ZAI des Bruyères, Trappes                                              |
| Francilité Seine et Oise                    | Cergy-Pontoise Confluence      | Conflans-Sainte-Honorine  | 1 Rue de l'Hautil. ZA des Boutries, Conflans-Sainte-Honorine                                        |
| Transdev Sud Yvelines                       | Centre et Sud Yvelines         | Rosny-sur-Seine           | Rue Gustave Eiffel, Rosny-sur-Seine                                                                 |
| Transdev Sud Yvelines                       | Centre et Sud Yvelines         | Saint-Arnoult-en-Yvelines | 17 Rue des Corroyés - ZI des Corroyés, Saint-Arnoult-en-Yvelines                                    |
| Transdev Sud Yvelines                       | Centre et Sud Yvelines         | Ecquevilly                | 4/6 Rue Chamoisery, Ecquevilly                                                                      |
| Keolis Seine et Oise Est                    | Poissy - Les Mureaux           | Carrières-sous-Poissy     | 18 Rue de la Senette et 116 Rue de la Reine Blanche – Lieu-dit Le Grand Clos, Carrières-sous-Poissy |

### Seine-et-Marne
| Transporteur                        | Réseau                    | Nom                      | Adresse                                                       |
| ----------------------------------- | ------------------------- | ------------------------ | ------------------------------------------------------------- |
| Transdev Melun Val de Seine         | Grand Melun               | Melun                    | 52 Quai Maréchal Joffre, Melun                                |
| Transdev Brie et Deux Morins        | Brie et 2 Morin           | Coulommiers              | 24 bd de la Marne - ZI de Coulommiers, Coulommiers            |
| Transdev Sénart                     | Sénart                    | Lieusaint                | Rue René Cassin, Lieusaint                                    |
| CFTR - Francilité Pays de Montereau | Pays de Montereau         | Montereau-Fault-Yonne    | 6 et 9 Rue du Pharle, Montereau-Fault-Yonne                   |
| Transdev Vallée du Loing            | Vallée du Loing - Nemours | Nemours                  | 12 Avenue JF Kennedy, Nemours                                 |
| Keolis Roissy Pays de France Est    | Roissy Est                | Saint-Soupplets          | 1 Rue de la Clochette, Saint-Soupplets                        |
| Keolis Portes et Val de Brie        | Pays Briard               | Brie-Comte-Robert        | CD 50 - 25 Grande Rue de Villemeneux, Brie-Comte-Robert       |
| Keolis Portes et Val de Brie        | Pays Briard               | Gretz-Armainvilliers     | ZI - 47 Rue Ampère, Gretz-Armainvilliers                      |
| Keolis Roissy Pays de France Est    | Roissy Est                | Dammartin-en-Goële       | 3 Rue Clément Ader, Dammartin-en-Goële                        |
| Transdev Sénart                     | Sénart                    | Cesson                   | Rue de la coulée verte, Cesson                                |
| Transdev Brie et Deux Morins        | Brie et 2 Morin           | La Ferté-sous-Jouarre    | 73 Rue Pierre Marx, La Ferté-sous-Jouarre                     |
| Transdev Pays de Fontainebleau      | Fontainebleau - Moret     | Saint-Fargeau-Ponthierry | Rue du Luxembourg - ZAC de l'Europe, Saint-Fargeau-Ponthierry |
| CFTR - Francilité Grand Provinois   | Provinois - Brie et Seine | Nangis                   | ZI - 1 Rue René Cassin, Nangis                                |
| CEA Transports                      | CEAT                      | Pontault-Combault        | 34 Route Nationale 4, Pontault-Combault                       |
| Transdev Sénart                     | Sénart                    | Combs-la-Ville           | 14 Rue Jean Rostand - ZA du Bois de l'Ormeau, Combs-la-Ville  |
| Keolis Portes et Val de Brie        | Pays Briard               | Guignes                  | ZA Rue du Bois Boulay, Guignes                                |
| Transdev Marne-la-Vallée            | Marne-la-Vallée           | Lagny-sur-Marne          | 21-25 Rue Jacquard, Lagny-sur-Marne                           |
| Transdev Marne-et-Ourcq             | Meaux et Ourcq            | Lizy-sur-Ourcq           | 2 Route d'Echampeu, Lizy-sur-Ourcq                            |
| CFTR - Francilité Grand Provinois   | Provinois - Brie et Seine | Provins                  | 2 Rue Georges Dromigny, Provins                               |
| Transdev Melun Val de Seine         | Grand Melun               | Vaux-le-Pénil            | 112 Rue Foch - Zone Industrielle, Vaux-le-Pénil               |
| ?                                   | —                         | Rebais                   | 4 Rue du Pré Ancel - ZA du Pré Ancel, Rebais                  |
| CFTR - Francilité Grand Provinois   | Provinois - Brie et Seine | Donnemarie-Dontilly      | Rue du Montpensier, Donnemarie-Dontilly                       |
| Keolis Portes et Val de Brie        | Pays Briard               | Rozay-en-Brie            | 5 Boulevard Thiers, Rozay-en-Brie                             |
| ProCars                             | —                         | Villiers-Saint-Georges   | Zone Industrielle, Villiers-Saint-Georges                     |
| Transdev Marne-la-Vallée            | Marne-la-Vallée           | Bailly-Romainvilliers    | 1 Rue St-Jacques, Bailly-Romainvilliers                       |
| Transdev Brie et Deux Morins        | Brie et 2 Morin           | Couilly-Pont-aux-Dames   | 3 Rue de Martigny, Couilly-Pont-aux-Dames                     |
| Transdev Pays de Fontainebleau      | Fontainebleau - Moret     | Vulaines-sur-Seine       | 12 Rue du Petit Rocher, Vulaines-sur-Seine                    |

### Hors Île-de-France
| Transporteur | Réseau | Nom       | Adresse                                       |
| ------------ | ------ | --------- | --------------------------------------------- |
| —            | —      | Roinville | 10 Rue de la Beauce, Roinville (Eure-et-Loir) |